# Бохотин (Јаши)
Бохотин (рум. Bohotin) насеље је у Румунији у округу Јаши у општини Радуканени. Oпштина се налази на надморској висини од 110 m.

## Становништво
Према подацима из 2002. године у насељу је живело 1392 становника, од којих су сви румунске националности.